# Поволето
Поволѐто (на италиански: Povoletto; на фриулски: Paulêt, Паулет) е градче и община в Северна Италия, провинция Удине, автономен регион Фриули-Венеция Джулия. Разположено е на 116 m надморска височина. Населението на общината е 5588 души (към 2010 г.).